# Антонов, Виктор Васильевич (партийный деятель)
Виктор Васильевич Антонов (29 ноября 1927 — 15 января 2021) — советский хозяйственный, государственный и политический деятель, генерал-майор внутренней службы.

## Биография
Родился в 29 ноября 1927 года в селе Васильевское Мосальского района Калужской области, в крестьянской семье. Был вторым ребёнком у своих родителей.
В 1941 году завершил обучение в 7-м классе школы. 14 октября 1941 года Мосальск был оккупирован немецкими войсками. В те дни Виктор помогал в санчасти ухаживать за ранеными, которых свозили в их деревню с передовой. В 1942 году, после освобождения Калужской области, был направлен на учёбу в Москву, в четвёртое ремесленное училище. Там освоил профессию токаря и вскоре приступил к работе за станком. Делал он 82-миллиметровые мины, 120 мин в смену. В 1944 году он был переведён в универсалы, стал изготавливать детали для станков, вышедших из строя. Позже был направлен на завод № 23, ныне Машиностроительный завод имени М. В. Хруничева. Там возглавил комсомольско-молодёжную бригаду.
В 1949 году попал в автомобильную катастрофу, был вынужден перейти на более лёгкий труд — контролёром. Завершил обучение в средней школе рабочей молодёжи, поступил при заводе в Машиностроительный институт и с отличием его закончил. Проводил большую общественную работу, был секретарём комсомольской организации цеха. Избирается партком Московского машиностроительного завода имени Хруничева, а в 1963 году он становится его секретарём. С 1966 года работает в должности председателя Киевского райисполкома. За досрочное выполнение пятилетнего плана развития района его представляют к награде орденом Трудового Красного Знамени.
После реорганизации в городе Москве, из 17 районов сделали 32, Виктор Васильевич становится первым секретарём Кунцевского райкома КПСС. В 1978 году, выполняя Постановление ЦК КПСС «Об укреплении административных органов», был направлен на службу в ГУВД Мосгорисполкома на должность заместителя начальника ГУВД Москвы. В канун летних Олимпийских игр в 1980 году ему было присвоено звание «генерал-майор внутренней службы».
Выйдя на заслуженный отдых, начинает активно работать в ветеранском движении. Избирается сначала заместителем председателя, а в 1991 году становится председателем Совета ветеранов органов внутренних дел города Москвы. Проводил большую общественную работу, являлся членом президиума московского городского Совета ветеранов, членом президиума Совета ветеранов МВД России, членом коллегии ГУ МВД России по городу Москве.
Делегат XXIV съезда КПСС.
Проживал в городе Москве.
Скончался 15 января 2021 года.